# Franz Junot
Franz Karl Immanuel (Emanuel) Junot (* 24. April 1785 in Ballenstedt; † 4. Januar 1846 in Rudolstadt) war  Fürstlich-schwarzburgischer Hütteninspektor und Schwiegersohn des Dichters Friedrich Schiller.

## Leben
Junot wurde 1821 durch Fürst Friedrich Günther von Schwarzburg-Rudolstadt mit der Leitung seines Hüttenwerkes zu Katzhütte beauftragt. Er modernisierte das Werk und führte technische Neuerungen ein. Hergestellt wurden Eisengusswaren, Maschinenteile, schmiedeeiserne Geländer, Schlossereiwaren und Scheibeneisen. Bekannt und begehrt waren künstlerische Luxusgegenstände, wie Plaketten mit Abbildungen von Fürsten und berühmten Persönlichkeiten, Büsten, Standbilder, Grabkreuze. Das Werk nahm unter seiner Leitung einen bedeutenden Aufschwung.
Der 1835 zum Fürstlichen Bergrat ernannte Junot zählte zu den bedeutenden Berg- und Hüttenleuten seiner Zeit. Bis zu seinem Tode führte er die Aufsicht über das Berg- und Hüttenwesen des Fürstentums.
Am 2. November 1839 bestellte ihn Fürst Friedrich Günther zum Mitglied des Fürstlichen Kammer-Kollegiums und der Fürstlichen Straßen-, Wasser- und Uferbau-Kommission. Damit verbunden war der Umzug von Katzhütte nach Rudolstadt.

## Familie

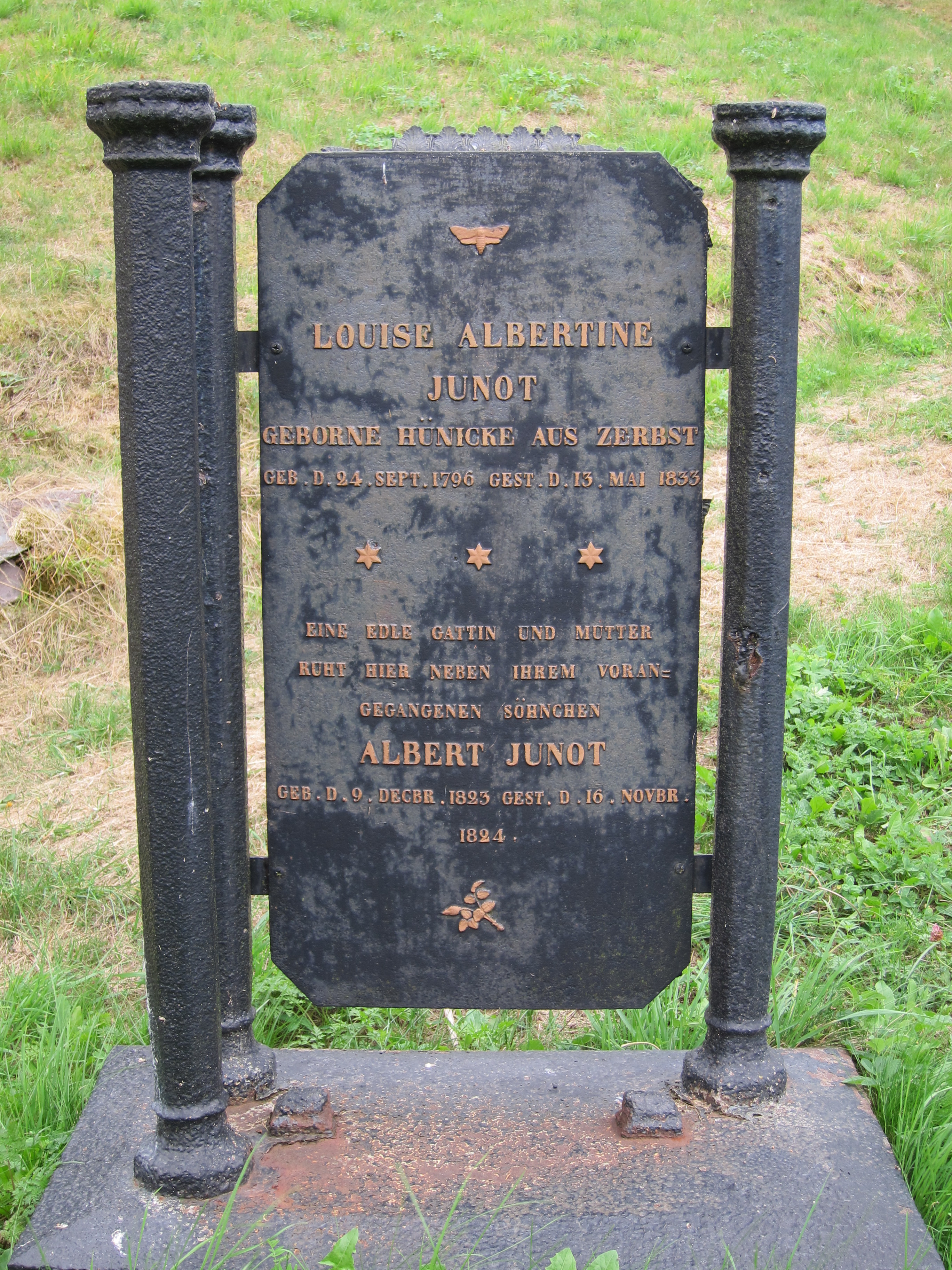
Grabstätte von Louise Albertine Junot

Franz Karl Immanuel Junot war zweimal verheiratet.
1. Ehe mit Louise Albertine Hünicke aus Zerbst (* 24. September 1796; † 13. Mai 1833 Katzhütte)
Aus dieser Ehe gingen 7 Kinder hervor, die alle in Katzhütte geboren sind.
- Friedrich Ludwig Franz (Louis) (* 8. Juli 1821; † 3. Juni 1897 Frankenhausen)

Er war Architekt, Geheimer Baurat und ab 1846 Baukondukteur mit Sitz und Stimme im Fürstlichen Bauamt.
- Franziska (* 15. September 1822)

Schülerin an der von Caroline Henriette Luise von Schiller gegründeten Mädchenschule in Rudolstadt
- Albert (* 9. Dezember 1823; † 16. November 1824 Katzhütte)
- Emilie Pauline (* 8. September 1825; † 16. Juli 1848 Jena)

Sie heiratete am 16. September 1847 in Jena den dänischen Gelehrten Dr. Karl Christian Otto, genannt Reventlow.
- Adelarde Sidonie (* 7. Juli 1826)
- Laurette (* 16. Februar 1829)
- Paul (* 30. Mai 1831)

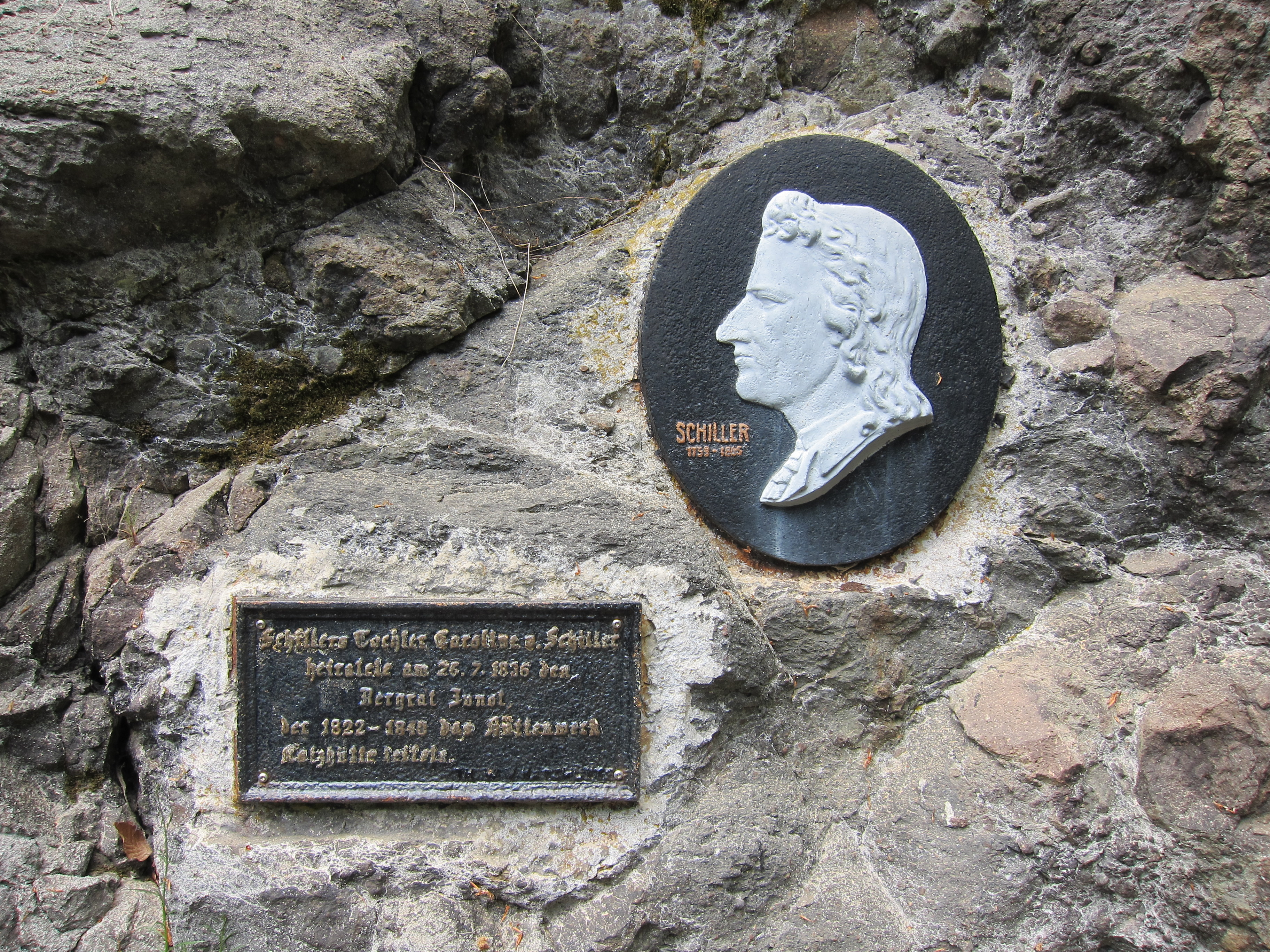
Schillergedenkstätte am Kieslerstein

2. Ehe mit Caroline Henriette Luise von Schiller (* 11. Oktober 1799 Jena; † 19. Dezember 1850 Würzburg), der ältesten Tochter Friedrich von Schillers.
Die Eheschließung erfolgte am 26. Juni 1836 in der Kirche zu Volkstedt.
Einziges Kind:
- Felix Carl (* 1. April 1839 Katzhütte; † 27. April 1844 Rudolstadt)

Zum Gedenken an den Bergrat Junot und die Eheschließung mit der Schiller-Tochter wurden im Jahre 1930 durch den Thüringerwald-Verein eine Gedenktafel und eine Schillerplakette am Kieslerstein bei Katzhütte angebracht. Eine andere Gedenkplatte für Caroline ist am Herrenhaus in Katzhütte montiert.